# 신구촌 (에히메현)
신구촌(新宮村)은 에히메현 도요지방, 우마지역에 있던 촌이다. 2004년 합병으로 자치단체로서의 신구촌은 소멸되었다.
인구 1,700명의 전형적인 산촌으로 40개 이상의 취락이 있으나 각각 사이의 거리가 있는 데다 간선 도로에서 수백 미터나 올라간 고지대에도 취락이 산재한다.고령화율 43%(2000년 인구조사). 전국에서도 얼마 되지는 않았다.

## 역사
- 1889년 12월 15일 - 정촌제 시행에 의해 신리쓰촌, 가미야마촌이 성립하였다.
- 1954년 3월 31일 - 신리쓰촌, 가미야마촌이 합병으로 신구촌이 성립하였다.

## 교통

### 철도
촌내에는 철도노선이 없다.
가장 가까운 역 시코쿠 여객철도 : 요산선 가와노에역

### 도로
- 고치 자동차도
- 국도 319호선